# 周本順
周 本順（しゅう ほんじゅん、1953年2月 - ）は、中華人民共和国の政治家。湖南大学工学修士、法学博士。中共河北省委書記。2015年7月24日、中央規律検査委員会は、河北省トップの周本順共産党委書記を重大な規律違反と違法行為の疑いで調査していると発表した。

## 経歴
湖南省懐化市出身。1971年9月、中国共産党入党。湖南省地質学校教師、同地質学校共青団副書記、湖南省地質鉱産庁政治部秘書、中共湖南省委政策研究室三処副処長、同処長、研究室主任、湖南省邵陽市委副書記。
- 1995年8月、湖南省邵陽市委書記
- 2000年11月、湖南省公安庁庁長
- 2001年11月、中共湖南省委常委、省委政法委書記、公安庁庁長
- 2003年11月、中共中央政法委副秘書長、機関党委書記
- 2008年3月、中共中央社会治安総合治理委員会副主任、中共中央政法委秘書長
- 2013年3月、中共河北省委委员、常委、书记[2]